# David J. Lieberman
David J. Lieberman, PhD, to zamieszkały w New Jersey autor bestsellerów na temat psychologii: 
- Never Be Lied To Again (Nie daj się oszukać. Jak w pięć minut zdemaskować kłamstwo i poznać prawdę);
- Get Anyone to Do Anything : Never Feel Powerless Again--With Psychological Secrets to Control and Influence Every Situation (Postaw na swoim! Niech inni robią to, co zechcesz);
- Instant Analysis: How to understand and change the 100 most common, annoying, puzzling, self-defeating behaviors and habits;
- Make Peace with Anyone: Breakthrough strategies to quickly end any conflict, feud, or estrangement;
- How to Change Anybody (Jak zmieniać innych? Nasz wpływ na zachowania ludzi), 2005, St. Martins Press, NY.

Jego najnowsza książka to You Can Read Anyone: Never Be Fooled, Lied to, or Taken Advantage of Again 2007 (New Jersey: Viter Press).
Jak sugerują tytuły, książki Liebermana podają szybkie rozwiązania problemów psychologicznych i interpersonalnych. Książki są podzielone na rozdziały i wiele krótkich podrozdziałów.  
W książkach Liebermana widać znaczny wpływ prac Miltona H. Ericksona, Roberta Cialdiniego, Paula Ekmana, Elliota Aronsona, Judson Mills, Stephena Worchela, Jacka Brehma, Stanleya Milgrama, i Raya Birdwhistella.
Mimo że jest twórcą krótkoterminowej terapii Analizy Neuro-Dynamicznej (Neural-Dynamic Analysis), jest bardziej zainteresowany podaniem ludziom technik, jakie mogą zastosować w biznesie i relacjach między pojedynczymi osobami, aniżeli wysuwaniem teorii psychologicznej. Wydaje się zapożyczać wiele pomysłów z NLP i behawioryzmu.
Lieberman prowadzi wykłady w całym kraju. Wystąpił w The Today Show, Fox News, PBS, The Montel Williams Show, i The View.

## Omówienie książek
Never Be Lied to Again (Nie daj się oszukać. Jak w pięć minut zdemaskować kłamstwo i poznać prawdę) dzieli się na osiem części. Pierwsza prezentuje najczęstsze oznaki oszukiwania, po której następuje kilka rozdziałów dotyczących taktyk wykrywania kłamstw i poznania prawdy. Część 6 omawia zasady rządzące naszym myśleniem. Pozostałe dwie części omawiają wewnętrzne i zewnętrzne blokery prawdy.
Get Anyone to Do Anything (Postaw na swoim! Niech inni robią to, co zechcesz) składa się z 5 głównych części, podzielonych na podrozdziały:
- Jak sprawić, by wszyscy cię lubili, kochali i po prostu byli tobą zachwyceni
- Jak nie dać się nabrać, oszukać, wykorzystać ani okłamać
- Jak zapanować nad sytuacją i skłonić każdego, by zrobił co chcesz
- Jak wygrać każdą rywalizację: jak zdobyć pożądaną posadę, osobę i każdą inną stawkę
- Jak żyć lekko, miło i przyjemnie: jak zawsze wyjść na swoje i jak wybrnąć nawet z najbardziej irytujących, frustrujących i trudnych sytuacji.

How To Change Anybody (Jak zmieniać innych? Nasz wpływ na zachowania ludzi) to książka bardziej nastawiona na pomoc innym, niż manipulację nimi dla własnych korzyści. Składa się z czterech głównych części, zawierających podrozdziały:
- Jak zmienić czyjeś przekonania i wartości
- Jak zmienić czyjś stan emocjonalny
- Chirurgia plastyczna osobowości
- Jak zmienić czyjąś postawę i zachowanie.

You Can Read Anyone jest podzielona na dwie części. Pierwsza oferuje różne techniki sprawdzenia, co ktoś „czuje i myśli w każdej sytuacji i okolicznościach”. Druga część przedstawia metodę przewidzenia zachowania innych ludzi na podstawie systemu niskiej/wysokiej samooceny (self-esteem). Autor uważa, że ludzie mające wysoką samoocenę zrobią raczej to, co jest właściwe i będą skupieni na długoterminowych celach. Osoby o niskiej samoocenie są bardziej skupione na sobie, sprawach które wydają się dobre w danej chwili, i będą mieć zniekształcony odbiór rzeczywistości. Pogląd Liebermana, że osoby z niską samooceną (depresyjne) przekręcają fakty, został zakwestionowany przez badaczy, np.  Dr. Shelley Taylor.

## Książki wydane po polsku
- Nie daj się oszukać. Jak w pięć minut zdemaskować kłamstwo i poznać prawdę (Never Be Lied to Again), wyd. G+J, Warszawa, oraz Dom Wydawniczy Rebis, Poznań 2006, przekład: Agnieszka Jacewicz, 141 stron, A5, miękka okładka, ISBN 83-60376-53-0, ISBN 978-83-60376-53-9, ISBN 83-7301-938-3
- Postaw na swoim! Niech inni robią to, co zechcesz (Get Anyone to Do Anything), wyd. Klub dla Ciebie, Warszawa 2005, przekład Marcin Stopa, 208 str., 12,8 x 19,2 cm, twarda okładka, ISBN 83-7404-182-X
- Jak zmieniać innych? Nasz wpływ na zachowania ludzi (How To Change Anybody), wyd. Klub Dla Ciebie, Warszawa 2006, przekład Małgorzata Samborska, 235 str., 12,8 x 19,2 cm, twarda okładka, ISBN 83-7404-429-2
- Jak rozszyfrować każdego. Nie daj się oszukać i zyskaj przewagę (You Can Read Anyone) wyd. Dom Wydawniczy Rebis, Poznań 2020, przekład: Magdalena Hermanowska, 199 stron, A5, miękka okładka, ISBN 978-83-8188-233-0

## Książki po angielsku
- Lieberman, David J. Executive Power (2009)
- Lieberman, David J. You Can Read Anyone (2007)
- Lieberman, David J. How To Change Anybody (2005)
- Lieberman, David J. Make Peace with Anyone (2003)
- Lieberman, David J. Get Anyone to Do Anything (2001)
- Lieberman, David J. Never Be Lied to Again (1999)[1]
- Lieberman, David J. Instant Analysis (1998)